# Zairja
Una zairja fue un dispositivo usado por los astrólogos árabes del medievo para calcular ideas por medios mecánicos. Se usaban las 28 letras del alfabeto árabe para representar 28 categorías de pensamiento filosófico. Combinando valores numéricos asociados con las letras y categorías, se creaban nuevos caminos de pensamiento y entendimiento.
Se cree que el mallorquín Ramon Llull (1234-1315) en sus viajes y estudios de sobre el idioma y la cultura árabe, llegó a familiarizarse con la zairja, y lo usó como prototipo para su Ars Magna (El Gran Arte).